# Лісна (Польща)
Лісна (пол. Lisna) — село в Польщі, у гміні Ковеси Скерневицького повіту Лодзинського воєводства.
Населення — 102 особи (2011).

## Демографія
Демографічна структура станом на 31 березня 2011 року:
|          | Загалом | Допрацездатний вік | Працездатний вік | Постпрацездатний вік |
| -------- | ------- | ------------------ | ---------------- | -------------------- |
| Чоловіки | 47      | 10                 | 32               | 5                    |
| Жінки    | 55      | 10                 | 31               | 14                   |
| Разом    | 102     | 20                 | 63               | 19                   |